# Krásnoplodka Bodinierova

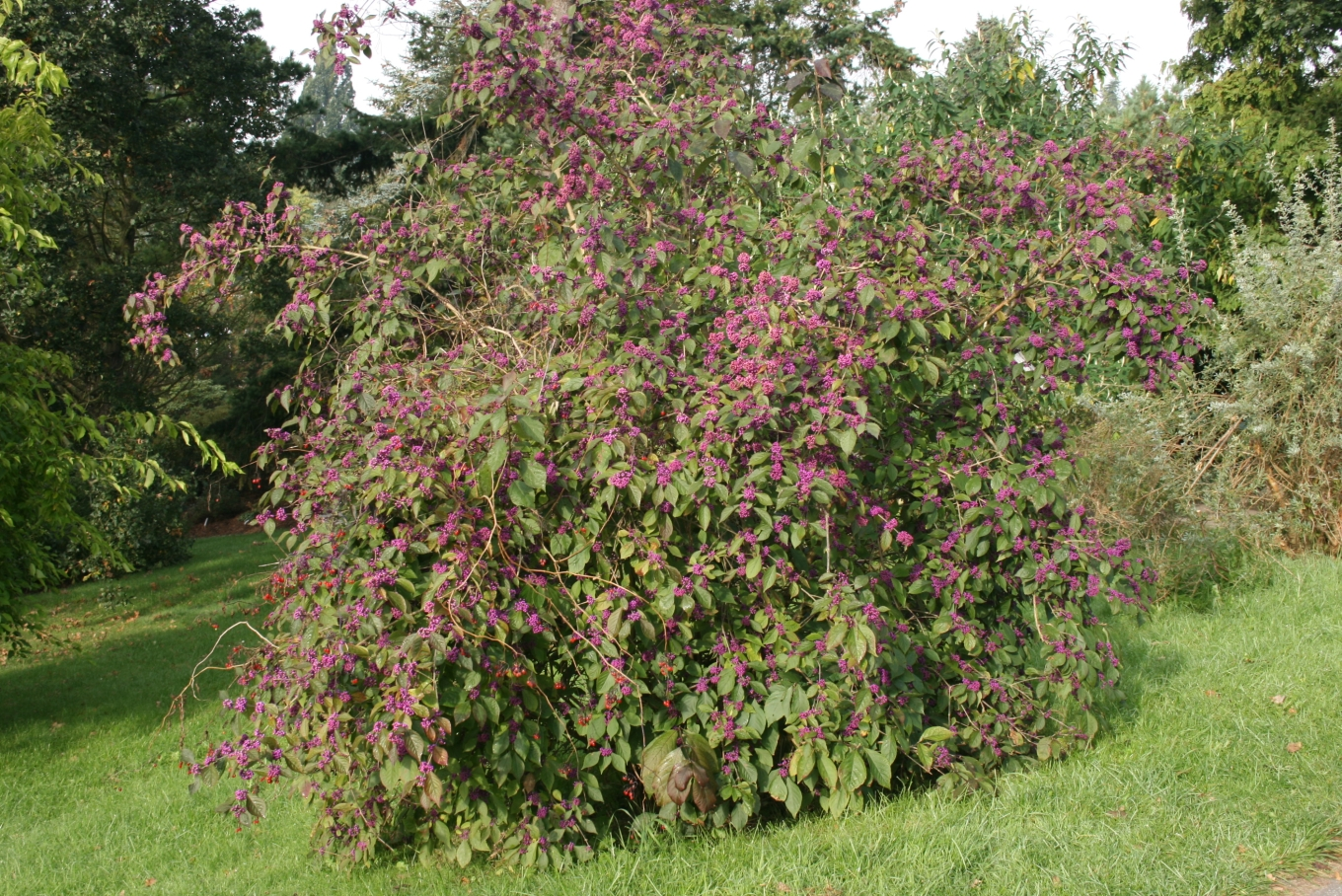
Habitus keře před opadem listů.

Krásnoplodka Bodinierova (Callicarpa bodinieri) je rostlina, listnatá opadavá dřevina z čeledi hluchavkovité. Druh tvoří až 2,5 m vysoké keře. Pochází z Číny a pěstuje se jako okrasná rostlina i v ČR. Druh je používaný do skupin, ale především jako solitéra, dekorativní atraktivními plody během zimního období. Kvete od července do srpna, květy jsou výraznější až zblízka, narůžovělé. Preferuje slunečné polohy, propustné vlhké půdy. Množení semeny, řízky. Je pěstován kultivar 'Profusion'.
Krásnoplodka Bodinierova pro dosažení dekorativního efektu vyžaduje plné slunce nebo světlé stanoviště. Vhodná je propustná, humózní až hlinitá půda, vlhká, nebo dobře zásobená vodou a živinami. Vyžaduje zimní přikrývku, může namrzat. Snáší pH půdy 5.6–7.5, tedy kyselé až neutrální. Snáší exhalace. Dobře snáší řez, ale většinou jej nevyžaduje, obvykle netrpí škůdci. Rozmnožuje se řízkováním bylinnými, nebo dřevitými řízky.